# 2010-es Vuelta ciclista a España
A 2010-es Vuelta a España augusztus 28-án kezdődött Sevillában és szeptember 19-én fejeződött be Madridban. A verseny 23 napja alatt 3337,9 km-t tettek meg a kerekesek. Ezen a versenyen ünnepelték az első spanyol körverseny megrendezésének 75. évfordulóját.
Az első szakasz csapatidőfutama éjszaka került megrendezésre.

## Részt vevő csapatok
| - Amerikai Egyesült Államok Garmin–Transitions (GRM) Team HTC–Columbia (THR) - Belgium Omega Pharma–Lotto (OLO) Quick Step (QST) - Dánia Team Saxo Bank - Egyesült Királyság Team Sky (SKY) - Franciaország AG2R La Mondiale (ALM) Bbox Bouygues Telecom (BTL) Cofidis (COF) Française des Jeux (FDJ) - Hollandia Rabobank (RAB) | - Kazahsztán Astana (AST) - Németország Team Milram (MRM) - Olaszország Lampre–Farnese Vini (LAM) Liquigas–Doimo (LIQ) - Oroszország Katyusa (KAT) - Spanyolország Andalucía (ACA) Caisse d'Epargne (GCE) Euskaltel–Euskadi (EUS) Footon–Servetto–Fuji (FOT) Xacobeo Galicia (XAC) - Svájc Cervélo TestTeam (CTT) |

## Szakaszok
| Szakasz   | Végpontok                   | Végpontok             | Hossz     | Jelleg            | Időpont                   |
| Szakasz   | Rajt                        | Cél                   | Hossz     | Jelleg            | Időpont                   |
| --------- | --------------------------- | --------------------- | --------- | ----------------- | ------------------------- |
| 1.        | Sevilla                     | Sevilla               | 16,5 km   | csapatidőfutam    | augusztus 28., szombat    |
| 2.        | Alcalá de Guadaíra          | Marbella              | 173,0 km  | sík szakasz       | augusztus 29., vasárnap   |
| 3.        | Marbella                    | Málaga                | 156,0 km  | hegyi szakasz     | augusztus 30., hétfő      |
| 4.        | Málaga                      | Valdepeñas de Jaén    | 177,0 km  | sík/hegyi szakasz | augusztus 31., kedd       |
| 5.        | Guadix                      | Lorca                 | 194 km    | sík szakasz       | szeptember 1., szerda     |
| 6.        | Caravaca de la Cruz         | Murcia                | 144,0 km  | sík szakasz       | szeptember 2., csütörtök  |
| 7.        | Murcia                      | Orihuela              | 170 km    | sík szakasz       | szeptember 3., péntek     |
| 8.        | Villena                     | Xorret del Catí       | 188,8 km  | hegyi szakasz     | szeptember 4., szombat    |
| 9.        | Calpe                       | Alcoy                 | 187,0 km  | sík/hegyi szakasz | szeptember 5., vasárnap   |
| pihenőnap | pihenőnap                   | pihenőnap             | pihenőnap | pihenőnap         | szeptember 6., hétfő      |
| 10.       | Tarragona                   | Vilanova i la Geltrú  | 173,7 km  | sík/hegyi szakasz | szeptember 7., kedd       |
| 11.       | Vilanova i la Geltrú        | Vallnord / sector Pal | 208,0 km  | hegyi szakasz     | szeptember 8., szerda     |
| 12.       | Andorra la Vella            | Lleida                | 175,0 km  | sík szakasz       | szeptember 9., csütörtök  |
| 13.       | Rincón de Soto              | Burgos                | 193,7 km  | sík szakasz       | szeptember 10., péntek    |
| 14.       | Burgos                      | Peña Cabarga          | 178,8 km  | hegyi szakasz     | szeptember 11. szombat    |
| 15.       | Solares                     | Lagos de Covadonga    | 170,0 km  | hegyi szakasz     | szeptember 12. vasárnap   |
| 16.       | Gijón                       | Cotobello             | 179,3 km  | hegyi szakasz     | szeptember 13., hétfő     |
| pihenőnap | pihenőnap                   | pihenőnap             | pihenőnap | pihenőnap         | szeptember 14., kedd      |
| 17.       | Peñafiel                    | Peñafiel              | 46,0 km   | egyéni időfutam   | szeptember 15., szerda    |
| 18.       | Valladolid                  | Salamanca             | 153,0 km  | sík szakasz       | szeptember 16., csütörtök |
| 19.       | Piedrahíta                  | Toledo                | 200,0 km  | sík szakasz       | szeptember 17., péntek    |
| 20.       | San Martín de Valdeiglesias | Bola del Mundo        | 168,8 km  | hegyi szakasz     | szeptember 18., szombat   |
| 21.       | San Sebastián de los Reyes  | Madrid                | 100,0 km  | sík szakasz       | szeptember 19. vasárnap   |

## A különböző trikók tulajdonosai
| Szakasz     | Győztes             | Összetett         | Pontverseny        | Hegyi verseny    | Kombinált verseny | Csapatverseny     |
| ----------- | ------------------- | ----------------- | ------------------ | ---------------- | ----------------- | ----------------- |
| 1           | Team HTC–Columbia   | Mark Cavendish    | Mark Cavendish     | nem volt         | Mark Cavendish    | Team HTC–Columbia |
| 2           | Jauhjen Hutarovics  | Mark Cavendish    | Jauhjen Hutarovics | Mickael Delage   | Javier Ramirez    | Team HTC–Columbia |
| 3           | Philippe Gilbert    | Philippe Gilbert  | Philippe Gilbert   | Serafín Martínez | Serafín Martínez  | Team HTC–Columbia |
| 4           | Igor Antón          | Philippe Gilbert  | Igor Antón         | Serafín Martínez | Vincenzo Nibali   | Caisse d'Epargne  |
| 5           | Tyler Farrar        | Philippe Gilbert  | Igor Antón         | Serafín Martínez | Vincenzo Nibali   | Caisse d'Epargne  |
| 6           | Thor Hushovd        | Philippe Gilbert  | Philippe Gilbert   | Serafín Martínez | Philippe Gilbert  | Caisse d'Epargne  |
| 7           | Alessandro Petacchi | Philippe Gilbert  | Mark Cavendish     | Serafín Martínez | Philippe Gilbert  | Caisse d'Epargne  |
| 8           | David Moncoutié     | Igor Antón        | Mark Cavendish     | Serafín Martínez | Vincenzo Nibali   | Caisse d'Epargne  |
| 9           | David López         | Igor Antón        | Mark Cavendish     | David Moncoutié  | Vincenzo Nibali   | Caisse d'Epargne  |
| 10          | Imanol Erviti       | Joaquim Rodríguez | Mark Cavendish     | David Moncoutié  | David Moncoutié   | Caisse d'Epargne  |
| 11          | Igor Antón          | Igor Antón        | Igor Antón         | David Moncoutié  | Igor Antón        | Caisse d'Epargne  |
| 12          | Mark Cavendish      | Igor Antón        | Mark Cavendish     | David Moncoutié  | Igor Antón        | Caisse d'Epargne  |
| 13          | Mark Cavendish      | Igor Antón        | Mark Cavendish     | David Moncoutié  | Igor Antón        | Caisse d'Epargne  |
| 14          | Joaquim Rodríguez   | Vincenzo Nibali   | Mark Cavendish     | David Moncoutié  | Joaquim Rodríguez | Caisse d'Epargne  |
| 15          | Carlos Barredo      | Vincenzo Nibali   | Mark Cavendish     | David Moncoutié  | Joaquim Rodríguez | Katyusa           |
| 16          | Mikel Nieve         | Joaquim Rodríguez | Mark Cavendish     | David Moncoutié  | Joaquim Rodríguez | Katyusa           |
| 17          | Peter Velits        | Vincenzo Nibali   | Mark Cavendish     | David Moncoutié  | Joaquim Rodríguez | Katyusa           |
| 18          | Mark Cavendish      | Vincenzo Nibali   | Mark Cavendish     | David Moncoutié  | Joaquim Rodríguez | Katyusa           |
| 19          | Philippe Gilbert    | Vincenzo Nibali   | Mark Cavendish     | David Moncoutié  | Joaquim Rodríguez | Katyusa           |
| 20          | Ezequiel Mosquera   | Vincenzo Nibali   | Mark Cavendish     | David Moncoutié  | Vincenzo Nibali   | Katyusa           |
| 21          | Tyler Farrar        | Vincenzo Nibali   | Mark Cavendish     | David Moncoutié  | Vincenzo Nibali   | Katyusa           |
| Végeredmény | Végeredmény         | Vincenzo Nibali   | Mark Cavendish     | David Moncoutié  | Vincenzo Nibali   | Katyusa           |

## Végeredmény
Összetett

| Hely | Versenyző         | Csapat             | Idő         |
| ---- | ----------------- | ------------------ | ----------- |
| 1.   | Vincenzo Nibali   | Liquigas–Doimo     | 87h 18' 33" |
| 2.   | Ezequiel Mosquera | Xacobeo Galicia    | + 41"       |
| 3.   | Peter Velits      | Team HTC–Columbia  | + 3' 02"    |
| 4.   | Joaquim Rodríguez | Katyusa            | + 4' 20"    |
| 5.   | Fränk Schleck     | Team Saxo Bank     | + 4' 43"    |
| 6.   | Xavier Tondó      | Cervélo TestTeam   | + 4' 52"    |
| 7.   | Nicolas Roche     | AG2R La Mondiale   | + 5' 03"    |
| 8.   | Carlos Sastre     | Cervélo TestTeam   | + 6' 06"    |
| 9.   | Thomas Danielson  | Garmin–Transitions | + 6' 16"    |
| 10.  | Luis León Sánchez | Caisse d'Epargne   | + 7' 42"    |

Pontverseny

| Hely | Versenyző         | Csapat             | Pont |
| ---- | ----------------- | ------------------ | ---- |
| 1.   | Mark Cavendish    | Team HTC–Columbia  | 156  |
| 2.   | Tyler Farrar      | Garmin–Transitions | 149  |
| 3.   | Vincenzo Nibali   | Liquigas–Doimo     | 119  |
| 4.   | Joaquim Rodríguez | Katyusa            | 110  |
| 5.   | Philippe Gilbert  | Omega Pharma–Lotto | 104  |
| 6.   | Ezequiel Mosquera | Xacobeo Galicia    | 97   |
| 7.   | Peter Velits      | Team HTC–Columbia  | 88   |
| 8.   | David Moncoutié   | Cofidis            | 72   |
| 9.   | Nicolas Roche     | AG2R La Mondiale   | 63   |
| 10.  | Fränk Schleck     | Team Saxo Bank     | 62   |

Hegyi pontverseny

| Hely | Versenyző         | Csapat                | Pont |
| ---- | ----------------- | --------------------- | ---- |
| 1.   | David Moncoutié   | Cofidis               | 51   |
| 2.   | Serafín Martínez  | Xacobeo Galicia       | 43   |
| 3.   | Ezequiel Mosquera | Xacobeo Galicia       | 36   |
| 4.   | Joaquim Rodríguez | Katyusa               | 29   |
| 5.   | Vincenzo Nibali   | Liquigas–Doimo        | 26   |
| 6.   | Luis León Sánchez | Caisse d'Epargne      | 25   |
| 7.   | Gonzalo Rabuñal   | Xacobeo Galicia       | 25   |
| 8.   | Mikel Nieve       | Euskaltel–Euskadi     | 21   |
| 9.   | Johann Tschopp    | Bbox Bouygues Telecom | 18   |
| 10.  | Fränk Schleck     | Team Saxo Bank        | 17   |

Kombinált verseny

| Hely | Versenyző           | Csapat             | Pont |
| ---- | ------------------- | ------------------ | ---- |
| 1.   | Vincenzo Nibali     | Liquigas–Doimo     | 9    |
| 2.   | Ezequiel Mosquera   | Xacobeo Galicia    | 11   |
| 3.   | Joaquim Rodríguez   | Katyusa            | 12   |
| 4.   | David Moncoutié     | Cofidis            | 23   |
| 5.   | Fränk Schleck       | Team Saxo Bank     | 25   |
| 6.   | Xavier Tondó        | Cervélo TestTeam   | 32   |
| 7.   | Mikel Nieve         | Euskaltel–Euskadi  | 43   |
| 8.   | Luis León Sánchez   | Caisse d'Epargne   | 48   |
| 9.   | Nicolas Roche       | AG2R La Mondiale   | 49   |
| 10.  | Christophe Le Mevel | Française des Jeux | 67   |

Csapatverseny

| Hely | Csapat             | Idő          |
| ---- | ------------------ | ------------ |
| 1.   | Katyusa            | 261h 48' 04" |
| 2.   | Caisse d'Epargne   | + 33"        |
| 3.   | Xacobeo Galicia    | + 12' 33"    |
| 4.   | Cervélo TestTeam   | + 17' 50"    |
| 5.   | AG2R La Mondiale   | + 35' 42"    |
| 6.   | Liquigas–Doimo     | + 57' 05"    |
| 7.   | Omega Pharma–Lotto | + 1h 08' 04" |
| 8.   | Euskaltel–Euskadi  | + 1h 12' 06" |
| 9.   | Française des Jeux | + 1h 13' 13" |
| 10.  | Team Saxo Bank     | + 1h 17' 45" |

## Statisztika

### Szakaszgyőzelmek országonként
| Ország             | Győzelmek száma | Győztesek (győzelmeik száma) |
| ------------------ | --------------- | --- |
| Spanyolország      | 8               | Igor Antón (2), David López (1), Imanol Erviti (1), Joaquim Rodríguez (1), Carlos Barredo (1), Mikel Nieve (1), Ezequiel Mosquera (1) |
| Egyesült Királyság | 3               | Mark Cavendish (3) |
| Belgium            | 2               | Philippe Gilbert (2) |
| USA                | 2               | Tyler Farrar (2) |
| Fehéroroszország   | 1               | Jauhjen Hutarovics |
| Franciaország      | 1               | David Moncoutié |
| Norvégia           | 1               | Thor Hushovd |
| Olaszország        | 1               | Alessandro Petacchi |
| Szlovákia          | 1               | Peter Velits |

### Szakaszgyőzelmek csapatonként
| Csapat              | Győzelmek száma | Győztesek (győzelmeik száma)                         |
| ------------------- | --------------- | ---------------------------------------------------- |
| Team Columbia–HTC   | 5               | Mark Cavendish (3), Peter Velits (1), csapatidőfutam |
| Euskaltel–Euskadi   | 3               | Igor Antón (2), Mikel Nieve (1)                      |
| Caisse d'Epargne    | 2               | David López (1), Imanol Erviti (1)                   |
| Garmin–Transitions  | 2               | Tyler Farrar (2)                                     |
| Omega Pharma–Lotto  | 2               | Philippe Gilbert (2)                                 |
| Cervélo TestTeam    | 1               | Thor Hushovd                                         |
| Cofidis             | 1               | David Moncoutié                                      |
| Française des Jeux  | 1               | Yauheni Hutarovich                                   |
| Katyusa             | 1               | Joaquim Rodríguez                                    |
| Lampre–Farnese Vini | 1               | Alessandro Petacchi                                  |
| Quick Step          | 1               | Carlos Barredo                                       |
| Xacobeo Galicia     | 1               | Ezequiel Mosquera                                    |